# 카바사

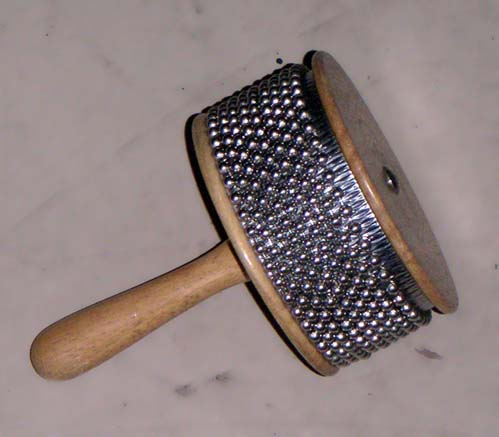
카바사

카바사(포르투갈어: Cabaça)는 셰케레(요루바어: Ṣẹ̀kẹ̀rẹ̀)와 비슷한 타악기로, 넓은 실린더를 감싸고 있는 강철 볼 체인 고리로 만들어졌다. 실린더는 길고 좁은 나무나 플라스틱 손잡이에 고정되어 있다.